# Puchar Niemiec w piłce nożnej (1970/1971)
Puchar Niemiec w piłce nożnej mężczyzn 1970/1971 – 28. edycja rozgrywek mających na celu wyłonienie zdobywcy Pucharu Niemiec, który uzyskał tym samym prawo gry w kwalifikacjach Pucharze Zdobywców Pucharów (1971/1972). Tym razem trofeum wywalczył Bayern Monachium. Finał został rozegrany na Neckarstadion w Stuttgarcie.

## Plan rozgrywek
Rozgrywki szczebla centralnego składały się z 5 części:
- Runda 1: 12–30 grudnia 1970
- Runda 2: 20 lutego–30 marca 1971
- Ćwierćfinał: 7 kwietnia 1971
- Półfinał: 12 maja 1971
- Finał: 19 czerwca 1971 na Neckarstadion w Stuttgarcie

## Pierwsza runda
Mecze rozgrywano od 12 do 30 grudnia 1970 roku.
| Drużyna 1            | Wynik      | Drużyna 2                |
| -------------------- | ---------- | ------------------------ |
| Hessen Kassel        | 2:2 (dog.) | Bayern Monachium         |
| TSV Westerland       | 0:4        | Borussia Dortmund        |
| SG Wattenscheid 09   | 1:2        | Hertha BSC               |
| VfR Heilbronn        | 2:0        | Kickers Offenbach        |
| SV Alsenborn         | 1:1 (dog.) | Borussia Mönchengladbach |
| SSV Reutlingen 05    | 2:5        | FC Köln                  |
| Borussia Neunkirchen | 0:1        | FC Kaiserslautern        |
| Tasmania 1900 Berlin | 1:0        | Eintracht Brunszwik      |
| Hannover 96          | 2:3 (dog.) | Hamburger SV             |
| Rot-Weiss Oberhausen | 4:3        | Rot-Weiss Essen          |
| FC St. Pauli         | 2:3 (dog.) | Eintracht Frankfurt      |
| VfL Wolfsburg        | 2:2 (dog.) | Schalke Gelsenkirchen    |
| Fortuna Düsseldorf   | 3:1 (dog.) | Werder Brema             |
| FC Homburg           | 1:1 (dog.) | MSV Duisburg             |
| Holstein Kilonia     | 2:1        | VfB Stuttgart            |
| Wuppertaler SV       | 5:0        | Arminia Bielefeld        |

### Mecze powtórzone
| Drużyna 1                | Wynik          | Drużyna 2     |
| ------------------------ | -------------- | ------------- |
| Bayern Monachium         | 3:0            | Hessen Kassel |
| Schalke Gelsenkirchen    | 1:1 (3:1 kar.) | VfL Wolfsburg |
| Borussia Mönchengladbach | 3:1            | SV Alsenborn  |
| MSV Duisburg             | 4:0            | FC Homburg    |

## Druga runda
Mecze rozgrywano 20 lutego do 30 marca 1971 roku.
| Drużyna 1             | Wynik      | Drużyna 2                |
| --------------------- | ---------- | ------------------------ |
| FC Kaiserslautern     | 1:1 (dog.) | Bayern Monachium         |
| Eintracht Frankfurt   | 1:4        | FC Köln                  |
| Hamburger SV          | 3:1 (dog.) | Borussia Dortmund        |
| Fortuna Düsseldorf    | 4:0        | Wuppertaler SV           |
| MSV Duisburg          | 2:0        | Tasmania 1900 Berlin     |
| Holstein Kilonia      | 2:5 (dog.) | Rot-Weiss Oberhausen     |
| Hertha BSC            | 1:3        | Borussia Mönchengladbach |
| Schalke Gelsenkirchen | 4:0        | VfR Heilbronn            |

### Mecze powtórzone
| Drużyna 1        | Wynik | Drużyna 2         |
| ---------------- | ----- | ----------------- |
| Bayern Monachium | 5:0   | FC Kaiserslautern |

## Ćwierćfinały
Mecze rozgrywano 7 kwietnia 1971 roku.
| Drużyna 1             | Wynik | Drużyna 2                |
| --------------------- | ----- | ------------------------ |
| Bayern Monachium      | 4:0   | MSV Duisburg             |
| Fortuna Düsseldorf    | 3:1   | Borussia Mönchengladbach |
| Schalke Gelsenkirchen | 1:0   | Rot-Weiss Oberhausen     |
| FC Köln               | 2:0   | Hamburger SV             |

## Półfinały
Mecze rozgrywano 12 maja 1971 roku.
| Drużyna 1             | Wynik | Drużyna 2        |
| --------------------- | ----- | ---------------- |
| Fortuna Düsseldorf    | 0:1   | Bayern Monachium |
| Schalke Gelsenkirchen | 2:3   | FC Köln          |

## Finał
| 19 czerwca 1971 16:00 CEST | Bayern Monachium · Beckenbauer 53' · Schneider 118' | 2:1 (Dogrywka)0:1Raport | FC Köln · 13' Rupp | Neckarstadion, Stuttgart Widzów: 71 000 Sędzia: Ferdinand Biwersi (Bliesransbach) |
|                            |                                                     |                         |                    |                                                                                   |

| BAYERN MONACHIUM: |   |                       |  |     |
|                   |   |                       |  |     |
| BR                | 1 | Sepp Maier            |  |     |
| OB                |   | Georg Schwarzenbeck   |  |     |
| OB                |   | Herwart Koppenhöfer   |  |     |
| OB                |   | Paul Breitner         |  |     |
| OB                |   | Franz Beckenbauer (C) |  |     |
| PO                |   | Franz Roth            |  | 68' |
| PO                |   | Rainer Zobel          |  |     |
| PO                |   | Uli Hoeneß            |  | 87' |
| NA                |   | Karl-Heinz Mrosko     |  |     |
| NA                |   | Gerd Müller           |  |     |
| NA                |   | Dieter Brenninger     |  |     |
| Zmiany:           |   |                       |  |     |
| OB                |   | Johnny Hansen         |  | 87' |
| NA                |   | Edgar Schneider       |  | 68' |
| Trener:           |   |                       |  |     |
| Udo Lattek        |   |                       |  |     |

| FC KÖLN:     |   |                      |  |     |
|              |   |                      |  |     |
| BR           | 1 | Milutin Šoškić       |  |     |
| OB           |   | Wolfgang Weber       |  |     |
| OB           |   | Matthias Hemmersbach |  |     |
| OB           |   | Werner Biskup        |  |     |
| OB           |   | Karl-Heinz Thielen   |  | 99' |
| PO           |   | Heinz Flohe          |  |     |
| PO           |   | Wolfgang Overath     |  |     |
| PO           |   | Heinz Simmet         |  | 79' |
| PO           |   | Thomas Parits        |  |     |
| NA           |   | Bernd Rupp           |  |     |
| NA           |   | Hannes Löhr          |  |     |
| Zmiany:      |   |                      |  |     |
| OB           |   | Bernhard Cullmann    |  | 99' |
| NA           |   | Jupp Kapellmann      |  | 79' |
| Trener:      |   |                      |  |     |
| Ernst Ocwirk |   |                      |  |     |

| Puchar Niemiec w piłce nożnej 1971–1972 Zwycięzcy |
| ------------------------------------------------- |
| Bayern Monachium 5. Tytuł                         |